# Tarevci
Tarevci (en serbe cyrillique : Таревци) est une localité de Bosnie-Herzégovine. Elle est située dans la municipalité de Modriča et dans la république serbe de Bosnie. Selon les premiers résultats du recensement bosnien de 2013, elle compte 3 196 habitants.

## Démographie

### Évolution historique de la population dans la localité
| 1948 | 1953 | 1961  | 1971  | 1981  | 1991  | 2013  |
| ---- | ---- | ----- | ----- | ----- | ----- | ----- |
| -    | -    | 1 776 | 1 965 | 2 242 | 2 322 | 3 196 |

|  |